# 三宅咲綺
三宅 咲綺（みやけ さき、英語: Saki Miyake、2002年11月23日 - ）は、岡山県出身の日本のフィギュアスケート選手（女子シングル）。血液型はO型。2025年4月1日よりシスメックス所属。主な戦績は、2024年西日本選手権優勝、2024年全日本選手権9位など。

## 経歴
岡山理科大学附属高校卒業。2021年に岡山理科大学に入学した。
小学校1年生の時に祖父に連れられて訪れたスケートリンクでフィギュアスケートに出会う。
岡山県のスケーターが数多く在籍していた岡山理科大学附属高校へ進学。シニアに移行し2年連続で全日本選手権に出場するも、腰椎分離症を患いさらに新型コロナウイルスの感染拡大が起き活動を制限せざるを得なかった。
2021年、岡山理科大学に進学。その後、環境の変化もありスランプに陥り、同年冬、インカレで坂本花織に悩みを打ち明けたことをきっかけに、2022年春、神戸の中野園子コーチの元へ移籍した。試合と並行して高橋大輔がプロデュースするアイスショー・滑走屋に出演。

## 競技成績

### 主な戦績
| 国際大会         | 国際大会 | 国際大会 | 国際大会 | 国際大会 | 国際大会 |
| 大会/年          | 2021 -22 | 2022 -23 | 2023 -24 | 2024 -25 | 2025 -26 |
| ---------------- | -------- | -------- | -------- | -------- | -------- |
| CS木下グループ杯 |          |          |          |          | TBD      |
| 国内大会         |          |          |          |          |          |
| 全日本選手権     | 26       | 18       | 16       | 9        |          |